# Мокрицы (Рязанская область)
Мокрицы — село в Спасском районе Рязанской области. Входит в Михальское сельское поселение

## География
Находится в центральной части Рязанской области на расстоянии приблизительно 13 км на север по прямой от районного центра города Спасск-Рязанский.

## История
Известно с 1636 года. На карте 1840 года показано как поселение с 40 дворами. На карте 1850 года показано как село с 30 дворами. В 1859 году здесь (тогда село Спасского уезда Рязанской губернии) было учтено 64 двора, в 1897—140.

## Население
Численность населения: 559 человек (1859 год), 749 (1897), 52 в 2002 году (русские 93 %), 316 в 2010.